# Борис Акунін
Бори́с Аку́нін (груз. ბორის აკუნინი, Григорій Шалвович Чхартишвілі, груз. გრიგოლ შალვას ძე ჩხარტიშვილი; 20 травня 1956, Зестафоні, Грузинська РСР) — російський белетрист, сценарист, сходознавець, літературний критик і перекладач грузинського походження; опозиційно налаштований до путінського режиму, переїхав жити до Франції, хоч і запевняє, що він «не емігрував».

## Життєпис
Народився в родині офіцера-артилериста Шалви Чхартишвілі і вчительки російської мови та літератури Берти Ісааківни Бразинської (1921—2007).
У 1958 році родина переїхала до Москви і відтоді Чхартишвілі живе в столиці Росії. Акунін захоплюється Японією. Школярем він побачив виступ японського театру Кабукі й під впливом побаченого вступив до Інституту країн Азії та Африки (МГУ).
У 1973 році він закінчив англійську школу № 36, у 1979 році — історико-філологічне відділення Інституту країн Азії і Африки (МДУ), де отримав диплом історика-японознавця. Після інституту займався літературним перекладом з японської та англійської мов.
У перекладі Чхартишвілі видані японські автори Юкіо Місіма, Кендзі Маруяма, Ясусі Іноуе, Масахіко Сімада, Кобо Абе, Сін'їті Хосі, Такеші Кайко, Сехей Оока, а також представники американської та англійської літератури (Корагессан Бойл, Малкольм Бредбері, Пітер Устинов та інші).
Працював заступником головного редактора журналу «Іноземна література» (1994—2000), головний редактор 20-томної «Антології японської літератури», голова правління мегапроекту «Пушкінська бібліотека» (Фонд Сороса).
З 1998 року почав писати твори під псевдонімом «Б. Акунін». У цьому ж році видає перші книги із серії про Ераста Фандоріна, які йому і принесли всесвітню славу. Розшифровка «Б» як «Борис» з'явилася за кілька років, коли у письменника стали часто брати інтерв'ю. Японське слово «Акунін» (яп. 悪 人) перекладається як «негідник, злодій». Детальніше про це слово можна дізнатися в одній з книг Б. Акуніна (Г. Чхартішвілі) «Алмазна колісниця». Критичні й документальні роботи Григорій Чхартішвілі публікує під своїм справжнім ім'ям.
Окрім романів і повістей із серії «Новий детектив» («Пригоди Ераста Фандоріна»), що принесли йому популярність, Акунін написав серії «Провінційний детектив» («Пригоди сестри Пелагії»), «Пригоди магістра», «Жанри» й був упорядником книжкової серії «Ліки від нудьги».
У 2000 році номінований на премію «Букер — Smirnoff» за роман «Коронація, або Останній з Романів», проте не потрапив до числа фіналістів. При цьому в тому ж році був номінований й став лауреатом премії «Антибукер» з «Коронацією».
У 2003 році роман «Азазель» потрапив до шорт-лісту премії «Золотий кинджал» Асоціації письменників детективного жанру Великої Британії.

## Нагороди
29 квітня 2009 році йому японським посольством вручено орден Вранішнього Сонця 4-го ступеня.
10 серпня 2009 року за внесок у розвиток культурних зв'язків між Росією й Японією Борису Акуніну була присуджена премія під егідою уряду Японського фонду.

## Родина
Одружений. Перша дружина — японка, з якою Акунін прожив кілька років. Друга дружина, Еріка Ернестівна — коректор й перекладач. Дітей немає.

## Політичні погляди
Відомий своїми різкими критичними висловлюваннями в адресу чинної російської влади.
У січні 2012 року, став одним зі співзасновників суспільно-політичної організації «Ліга виборців», яка має на меті контроль за дотриманням виборчих прав громадян у Російській Федерації.
На виборах мера Москви 2013 року публічно підтримав кандидата від опозиції Олексія Навального.
З початком російської агресії проти України, 13 березня 2014 р., підписав лист, у якому представники російської інтелигенції висловлювали незгоду з політикою російської влади в Україні.
У січні 2017 року вийшов із членів Російського ПЕН-Центру, російського відділення міжнародної організації ПЕН-клуб на знак протесту проти виключення з ПЕН-Центру Сергій Пархоменка, журналіста і опозиціонера, а також ігнорування арешту українського режисера Олега Сенцова.
В лютому 2022 року виступив проти російського вторгнення в Україну.

## Твори

### Пригоди Ераста Петровича Фандоріна
У дужках вказано рік дії роману
1. 1998 — «Азазель» (1876 рік)
2. 1998 — «Турецький гамбіт» (1877 рік)
3. 1998 — «Левіафан» (1878 рік)
4. 1998 — «Смерть Ахіллеса» (1882 рік)
5. 1999 — «Піковий валет» (1886 рік)
6. 1999 — «Декоратор» (1889 рік)
7. 1999 — «Статський радник» (1891 рік)
8. 2000 — «Коронація» (1896 рік)
9. 2001 — «Коханка смерті» (1900 рік)
10. 2001 — «Коханець смерті» (1900 рік)
11. 2003 — «Алмазна колісниця» (І і ІІ том) (1878 та 1905 роки)
12. 2007 — «Нефритові чотки» (1881—1900 роки)
13. 2009 — «Весь світ театр» (1911 рік)
14. 2012 — «Чорне місто» (1914 рік)
15. 2015 — «Планета Вода» (1902—1912 роки)
16. 2018 — «Не прощаюсь» (1918 рік)
17. 2020 — «Просто Маса» (1923—1925 роки)
18. 2023 — «Яма»

### Провінційний детектив(пригоди сестри Пелагії)
1. 2000 — «Пелагія і білий бульдог»
2. 2001 — «Пелагія і чорний монах»
3. 2003 — «Пелагія і червоний півень»

### Пригоди магістра
(у циклі діють нащадки і пращури Ераста Фандоріна)
1. 2000 — «Алтин-толобас» (1995, 1675—1676 роки)
2. 2002 — «Позакласне читання» (2001, 1795 роки)
3. 2006 — «Ф. М.» (2006, 1865 роки)
4. 2009 — «Сокіл і Ластівка» (2009, 1702 роки)

### Жанри
(в циклі іноді діють нащадки, пращури і родичі Ераста Фандоріна)
1. 2005 — «Дитяча книга» (2006, 1914, 1605—1606 роки, майбутнє)
2. 2005 — «Шпигунський роман» (1941 рік)
3. 2005 — «Фантастика» (1980—1991 роки)
4. 2008 — «Квест» (1930, 1812 роки)

### Смерть на брудершафт
1. 2007 — «Немовля і чорт, Мука розбитого серця» (1914 рік)
2. 2008 — «Літаючий слон, Діти Місяця» (1915 рік)
3. 2009 — «Дивний чоловік, Грім перемоги, роздайся!» (1915, 1916 роки)
4. 2010 — ««Марія», Марія ..., Нічого святого» (1916 рік)
5. 2011 — «Операція «Транзит», Батальйон ангелів» (1917 рік)

### Окремі книги
1. 2000 — «Казки для ідіотів»
2. 2000 — «Чайка»
3. 2002 — «Комедія/Трагедія»
4. 2006 — «Інь та Ян»
5. 2011 — «Фото як хокку»
6. 2011 — «Любов до історії»

### Під псевдонімом Анатолій Бруснікін
1. 2007 — «Девятний Спас»
2. 2010 — «Герой іншого часу»
3. 2012 — «Беллона»

### Під псевдонімом Анна Борисова
1. 2007 — «Там...»
2. 2009 — «Креативщик»
3. 2011 — «Vremena goda»

### Під справжнім ім'ям
1. 1997 — «Письменник і самогубство» (М.: Новое литературное обозрение, 1999; 2-е изд. — М.: «Захаров» 2006)

### «Спільна творчість Б. Акуніна і Г. Чхартішвілі»
1. 2004 — «Цвинтарні історії» (в одному з оповідань діє Фандорін)
2. 2012 — «Арістономія»

### Анатолій Бруснікін й Анна Борисова
11 січня 2012 року Борис Акунін у своєму блозі в Живому Журналі підтвердив, що саме він є автором, який працює під псевдонімом Анатолій Бруснікін. Під цим ім'ям були опубліковані три історичні романи: «Девятний Спас», «Герой іншого часу» та «Беллона». Крім того, він заявив, що є також й автором романів під жіночим псевдонімом «Анна Борисова» «Там …», «Креативщик» й «Vremena goda»

### Авторські переклади
- Юкіо Місіма «Золотий храм»
- Юкіо Місіма «Сповідь маски»
- Юкіо Місіма «Смерть посеред літа»
- Юкіо Місіма «Патріотизм»
- Юкіо Місіма «Любов святого старця з храму Сіга»
- Юкіо Місіма «Море й захід сонця»
- Юкіо Місіма «Мій друг Гітлер»
- Юкіо Місіма «Маркіза де Сад»
- Юкіо Місіма «Ханьданська подушка»
- Юкіо Місіма «Парчевий барабан»
- Юкіо Місіма «Надгробок Коматі»
- Юкіо Місіма «Сонце та сталь»
- Юкіо Місіма «Звуки води»
- Кендзі Маруяма «В небі знову веселка»
- Корагесан Бойл «Схід є схід»

## Екранізації
- 2001 — «Азазель» (2001)
- 2004 — «Турецький гамбіт» (2005)
- 2005 — «Статський радник» (2005)
- 2009 — «Пелагія і білий бульдог» (2009)
- 2012 — «Шпигун» (режисер Олексій Андріанов) — екранізація твору «Шпигунський роман»

У травні 2015 року Борис Акунін повідомив, що укладено угоду з британським телеканалом про телеадаптацію серії його книг про пригоди Ераста Фандоріна. Назва каналу, терміни виходу фільмів на екран та інші подробиці втаємничено. Відомо лише, що перший (пілотний) сезон базуватиметься на романах «Смерть Ахілеса», «Статський радник» і «Коронація». Борис Акунін виконуватиме також роль консультатна.

## Цікаві факти
- У повісті Піковий валет з книги «Особливі доручення» одна з героїнь на час проведення «операції» називається «княжна Чхартішвілі» (Чхартішвілі — справжнє прізвище Акуніна).
- Найчастіше в книгах з участю Е. П. Фандоріна миготить прізвище «Мебіус». Під цим прізвищем з'являються деякі другорядні герої, а іноді це прізвище і просто опиняється на вивісці з назвою фірми (наприклад, страхової контори). Спільне в «Мебіус» те, що вони завжди виявляються «за кадром», тобто або взагалі не надають на сюжет ніякого впливу, або про них ми дізнаємося зі слів інших героїв.
- У романі «Коронація» з циклу про Е. П. Фандоріна діє англійський дворецький на прізвище Фрейбі (англ. Freyby). Якщо набрати це прізвище англійською (при цьому залишивши включеною кириличну розкладку клавіатури), вийде псевдонім автора книги.
- У романі «Тефаль, ты думаешь о нас» архітектора звати Ягкфи. Якщо набрати це ім'я в англійській розкладці, вийде Zurab (натяк на Зураба Церетелі).
- У більшості книг із серії «Пригоди Ераста Фандоріна» видавництва «Захаров» (крім «Статський радник», «Турецький гамбіт», «Діамантова колісниця») портрет Бориса Акуніна присутній на перших сторінках. Він зображується в ролі другорядних персонажів романів.
- У переважній більшості творів Акуніна є персонажі-англійці.
- З романів «Позакласне читання» і «Квест» стає відомо, що справжній предок Ераста Фандоріна — не Самсон Фандорін, а Дмитро Карпов. Відповідно, ця гілка Фандоріних не має відношення до роду фон Дорн.
- Планета Вуфер згадується в романах Акуніна двічі: «Пелагея і чорний монах» і «Тефаль, ти думаєш про нас …». Якщо набрати цю назву російською (при цьому залишивши включеною англійську розкладку клавіатури), вийде «Death».
- Ераст Фандорін народився 1856 року, рівно на 100 років раніше від свого автора.

## Скандали
У вересні 2017 року, після публікації фейкової новини у прокремлівських газетах Вести та Страна.ua щодо нібито заборони 13 російських книг включно з двома книгами Бориса Акуніна з серії «Історія російської держави», Акунін відреагував на це на своїй персональній сторінці Facebook 23 вересня 2017 року, заявивши що це мракобісся. Насправді, новина від 20 вересня 2017 року, що з'явилася на сайті Держкомтелерадіо і на яку посилаються Вести/Страна.ua, говорить лише про відмову у видачі дозволу на ввезення в Україну на підставі негативного висновку експертної ради Держкомтелерадіона тринадцятьом книгам, серед яких посібник по вивченню англійської мови Я. О. Кліма «700 нових усних тем з англійської мови» у якому використані антиукраїнські пропагандистські тексти та дві книги Акуніна «Історія Російської держави. Ординський період. Частина Європи» та «Історія Російської держави. Ординський період. Частина Азії».
Насправді ці книги не було заборонено в Україні, і їх на той час (до повномасштабної агресії 2022 р.) міг ввезти будь-хто, хто перетинав кордон та ввозив менш ніж 10 примірників книги для особистого використання. Окрім того, їх автори могли видати ці книги в Україні в українському перекладі, даючи змогу українцям отримати доступ до таких книг рідною мовою.

## Переклади українською
- Борис Акунін. Алтин-толобас. («Пригоди магістра» № 1) Переклад з російської: Віктор Бойко. — Харків: Фоліо, 2003. — 400 с. ISBN 966-03-2176-7
- Борис Акунін. Азазель. («Пригоди Ераста Фандоріна» № 1) Переклад з російської: Віктор Бойко. — Харків: Фоліо, 2003. — 255 с. ISBN 966-03-1953-3
- Борис Акунін. Турецький гамбіт. («Пригоди Ераста Фандоріна» № 2) Переклад з російської: Олександр Михед; художник: Д. Скляр. — Харків: КСД, 2012. — 237 с. ISBN 978-966-14-3859-9
- Борис Акунін. Сокіл і Ластівка. («Пригоди магістра» № 4) Переклад з російської: Олександр Михед. — Харків: КСД, 2012. — 476 с. ISBN 978-966-14-3450-8
- Борис Акунін. Азазель. («Пригоди Ераста Фандоріна» № 1) Переклад з російської: Лариса Дубас. — Київ: Сім кольорів, 2017. — 240 с. ISBN 978-966-2054-67-5
- Борис Акунін. Турецький гамбіт. («Пригоди Ераста Фандоріна» № 2) Переклад з російської: Лариса Дубас. — Київ: Сім кольорів, 2018. — 224 с. ISBN 978-966-2054-83-5
- Борис Акунін. Левіафан. («Пригоди Ераста Фандоріна» № 3) Переклад з російської: Лариса Дубас. — Київ: Сім кольорів, 2018. — 240 с. ISBN 978-966-2054-89-7
- Борис Акунін. Смерть Ахіллеса. («Пригоди Ераста Фандоріна» № 4) Переклад з російської: Лариса Дубас. — Київ: Сім кольорів, 2018. — 336 с. ISBN 978-966-2054-95-8